# イギリスの風力発電

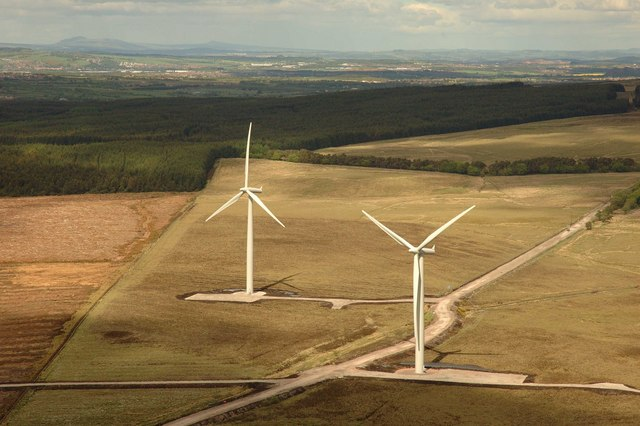
スコットランドにあるブラックロウ風力発電所(en)の風力タービン2基

イギリスの風力発電ではイギリスにおける風力発電について説明する。
イギリスは世界でも風力発電に最適な場所の1つで、ヨーロッパでは最適と考えられている。2017年に風力発電はイギリスの発電の15％、2017年の最終四半期には18.5％を占めた。陸上の風力発電は、発電技術に炭素原価が適用される場合、イギリスにおける発電技術のMWhあたり最も低い均等化発電原価(LCOE)になる。2016年、風力発電はイギリスの発電において初めて石炭を上回り、2018年の第1四半期に原子力発電を初めて上回った。
イギリスでは風力発電の電力割合が増えており、2019年7月末までに9,929機の風力タービンで総発電容量21.5ギガワットを超える構成である。うち、陸上発電が13,062メガワットで海上発電が8,483メガワットの容量となっている。これでイギリスは現時点で世界第6位の風力発電大国となった。2012年時点で、世論調査は一貫してイギリスの風力発電に強力な支持を表しており、陸上風力タービン近くの住民でさえ、人口のほぼ3/4がその使用に賛同している。
再生可能エネルギー義務化を通じて、イギリスの電力供給業者は現在、風力などの再生可能エネルギー源からの売上の一部割合を提供するか、または罰金を支払うことが法律により求められている。供給業者は購入した電力のMW時ごとに再生エネルギー購入義務証書（Renewables Obligation Certificate、略称ROC）を受け取る。イギリス国内で風力発電は再生可能電力の最大供給源であり、バイオマス後の再生可能エネルギーの2番目に大きな供給源である。
全体として、風力発電は電力コストをわずかに上昇させている。2015年に、英国における風力発電の利用は年間平均電気代を18ポンド上乗せした（当時のレート換算で年間約+3240円）と推定された。洋上風力発電は陸上よりもかなり高価で、コストが上昇した。2012-14年に完了した海上風力プロジェクトでは、40-50ポンド/MW時の卸売価格と比較して、131ポンド/MW時という均等化発電原価だった。2017年にフィナンシャル・タイムズ紙は、新しい海上風力発電のコストが4年間でほぼ3分の1に低下、平均97ポンド/MWhに達し、政府目標である100ポンド/MWhを4年早く達成したと報じている。2017年下半期に、2022-23年で建設する2つの海上風力発電所の入札は57.50ポンド/MWhで行われ、最近の新型原子力発電契約のほぼ半額であった。    
| 年   | 容量 (MW) | 供給量 (GWh) | 総電力使用量 に占める割合％ | 参照          |
| ---- | --------- | ------------ | --------------------------- | ------------- |
| 2008 | 2,974     | 5,357        | 1.50                        | [ 23 ]        |
| 2009 | 4,051     | 6,904        | 2.01                        | [ 23 ]        |
| 2010 | 5,204     | 7,950        | 2.28                        | [ 23 ]        |
| 2011 | 6,540     | 12,675       | 3.81                        |               |
| 2012 | 8,871     | 20,710       | 5.52                        |               |
| 2013 | 10,976    | 24,500       | 7.39                        | [ 24 ]        |
| 2014 | 12,440    | 28,100       | 9.30                        | [ 25 ]        |
| 2015 | 13,602    | 40,442       | 11.0                        | [ 26 ] [ 3 ]  |
| 2016 | 16,218    | 37,368       | 12                          | [ 27 ]        |
| 2017 | 19,837    | 49,607       | 17                          | [ 27 ] [ 28 ] |
| 2018 | 21,700    | 57,100       | 18                          | [ 29 ]        |

## 歴史

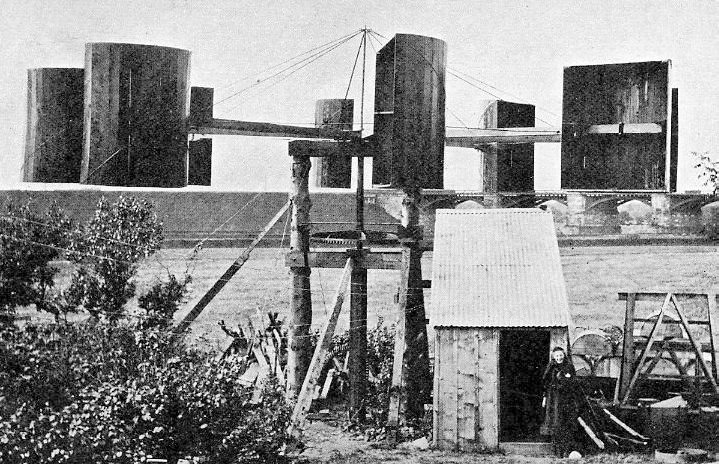
ブライスの宿泊小屋にある風車。1891年

世界初の発電用風力タービンは、1887年7月にスコットランドの学者ジェイムズ・ブライスがスコットランドのマリーカークにある別荘に明かりを灯すために設置されたバッテリー充電器である 。イギリスで最初となる実用的な電力系統に接続された風力タービンが、ジョン・ブラウン・アンド・カンパニーによってオークニー諸島に建設されたのは1951年のことである。1970年代に、産業規模の風力発電がイギリスの電力源として最初に提案された。 洋上風力発電の高い潜在能力は、キロワットあたりの資本コストが150ポンドから250ポンドとの推算で認識された。
2007年にイギリス政府は、欧州連合(EU)のエネルギー供給の20％を2020年までに再生可能エネルギー源から生成するというEUの全体目標に同意した。各EU加盟国には、割り当てられた独自の目標が与えられ、イギリスは15％とされた。これは2009年1月に、EU再生可能エネルギー指令の採択ともに正式に承認された。
イギリスでは再生可能エネルギー熱および再生可能燃料の生産量が極めて低いため、RenewableUKはその期限日までにイギリス国内電力の35-40％を再生可能エネルギー源から生み出す必要があり、主に33-35ギガワット(GW)の風力発電容量で対応可能であるとの推算を行った。
2007年12月、政府はイギリスにおける風力エネルギーの拡大計画を発表した。これは開発の新ラウンドに向けた準備として最大25GWの風力発電所用沖合地点の戦略的環境評価を実施するものだった。提案された地点は、2001年のラウンド1と2003年のラウンド2という過去2回で割り当てられた8GW地点に追加されたものである。合計すると7,000基を超える洋上風力発電タービンの建設につながると推定されている。
2010年、653MWの洋上風力が軌道に乗った。翌2011年、ウォルニー風力発電所(en)の第1弾となる洋上風力発電所が容量183MWで完成した。2011年12月28日、風力発電がイギリス国内電力需要の12.2％という記録的な貢献を果たした。
2012年は洋上風力発電産業にとって重要な年で、4つの大規模な風力発電所が稼働して1. 1GWを超える発電能力を操業で生みだした。2012年7月から2013年6月にかけて、洋上風力発電所が1,463 MWの容量で導入され、初めて陸上風力(1,258MW)よりも速い成長を遂げた。洋上風力産業は2013年も発展を続け、当時世界最大の風力発電所であったロンドンアレイ(en)が稼働するようになり、操業中に630MW超の発電容量が実現した。
2013年、風力によって27.4TWhのエネルギーが生成され、イギリスの所要電力の8.7％に貢献した。2013年8月1日、ニック・クレッグ副首相がリンクス洋上風力発電所を開設した。試運転の際、風力発電の総容量は設置容量の10GWを一時上回るほどだった。
2014年、風力によって28.1TWhのエネルギーが生成（平均3.2 GW、当時の設置容量13.5 GWの約24％）され、イギリスの所要電力の9.3％に貢献した。同年、イギリスの風力発電容量が急速に拡大するため、シーメンスは洋上風力タービンを製造するための2億6400万ドルの施設をポール村に建設する計画を発表した。シーメンスは、今後数年間予定されている他の大規模な洋上プロジェクトに近いことから、イングランド東海岸のハル地域を選択した。この新工場は2016年12月にタービンの回転翼の生産を開始させた。工場と関連のサービスセンターは約1,000人の従業員を雇用している。
2015年、風力によって40.4TWhのエネルギーが生成され、2015年10月-12月までの3か月間で四半期の発電記録を作り、国の電力需要の13％が風力となった。2015年には、1.2GWの新しい風力発電容量が軌道に乗り、イギリスの設置総容量が9.6％増加した。 2015年には、グイント・イ・モール(en,最大容量576MW）、ハンバー・ゲートウェイ(en,同219MW）、ウェスターモスト・ラフ(en,同210MW）という3つの大型洋上風力発電所が稼働した。
2016年、イギリス最大の風力発電事業者であるDONG Energy（現:Ørsted A/S）の最高経営責任者は、風力が将来イギリスの電力需要の半分以上を供給する可能性があると予測した。彼は、風力と太陽光が予想よりも早く化石燃料に取って代わることができる証拠として、グリーンエネルギーのコスト急減を指摘した。

## 洋上風力発電

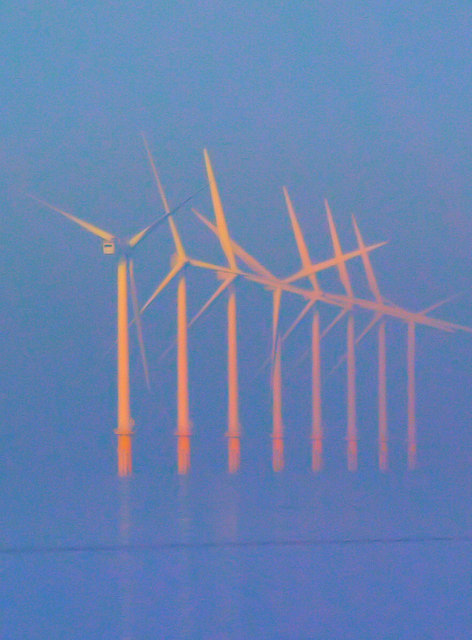
バーボ・バンク洋上風力発電所

2019年2月現在、イギリスに設置されている洋上風力発電の総容量は8,183MWであり、世界最大である。イギリスは2008年10月にデンマークを追い抜き、洋上風力発電の世界的リーダーになった。2013年、ケントの海岸沖に設置されたタービン175基のロンドンアレイ風力発電所が世界最大の洋上風力発電所になった。ただしこれは2018年にWalney 3 Extensionに抜かされた。
イギリスは、欧州の洋上風力発電全体の3分の1以上を占めると推定されており、これは現在の電力消費率で国の電力需要の3倍に相当する 
（2010年のピークとなる冬季需要は59.3GW 、夏には約45GWまで低減）。ある推計では、イギリス海域の水深25mより浅いところにある3分の1の風力タービンは平均で40GWを生成するとされ、深さ25-50mの水域にある3分の1のタービンは平均でさらに80GW、つまり合計120GWを生成するという。深さ700mまでの全水域における英国の洋上風力資源の理論的最大ポテンシャルの推定値は、平均電力で2200GWとされている。
イギリスの洋上風力発電の最初の開発は、現在廃止されている非化石燃料買取義務(NFFO)を経験して興ったもので、ブライス洋上発電所(en)とガンフリート・サンズ(en)という2つの風力発電所をもたらした。NFFOは1989年電力法の一部として導入され、英国の電力供給会社に非化石エネルギー源から特定量の電力を確保することを義務付けたもので、これがイギリスにおける再生可能エネルギーの商業開発の最初の拍車となった。
2010-11年に完了した洋上風力発電プロジェクトの均等化発電原価は136ポンド/MWhで、2012-14年に完了したプロジェクトでは131ポンド/MWhに、2012-14年に承認されたプロジェクトでは121ポンド/MWhに減少した。業界は、2020年に承認されたプロジェクトで100ポンド/MWhへのコストダウンになることを希望している。洋上風力発電所の建設価格が2012年から約3分の1下落する一方で、効率的な発電技術は向上しており、新世代のさらなる大型タービンが将来のコスト削減をさらに実現できるだろうと開発者は考えている 。 2017年、イギリスはヨーロッパの洋上風力発電所容量(3.15GW)の53％を建設した。

### ラウンド1
1998年に英国風力エネルギー協会（現:RenewableUK）はクラウンエステートと交渉するため政府との協議を開始した、これは洋上風力発電所を建設するために使う英国海岸線の沖合12海里(22.2km)の距離まで、大半の所有者が国王だったためである。その結果、開発事業者が技術的および環境的な経験を積む機会を与えるべく設計された「開発用」ファーム（実験的発電所）の建築を目的とした、一連のガイドラインが1999年に公表設定された。このプロジェクトの大きさは10平方kmに制限されてタービンが最大30基となった。多数の申請が提出されて、2001年4月に17件の申請がイギリスの洋上風力発電開発のラウンド1として知られる手続き許可を与えられた。 
ラウンド1プロジェクトの最初が2003年12月に完成したノースホイル洋上風力発電所(en)である。プロジェクト最後となったティーサイド風力発電所(en)は2013年8月に完成した。ラウンド1で合計12の発電所が稼働するようになり、最大発電容量は1.2GWだった。 ランカシャー沖など5地点では撤退となった。

### ラウンド2

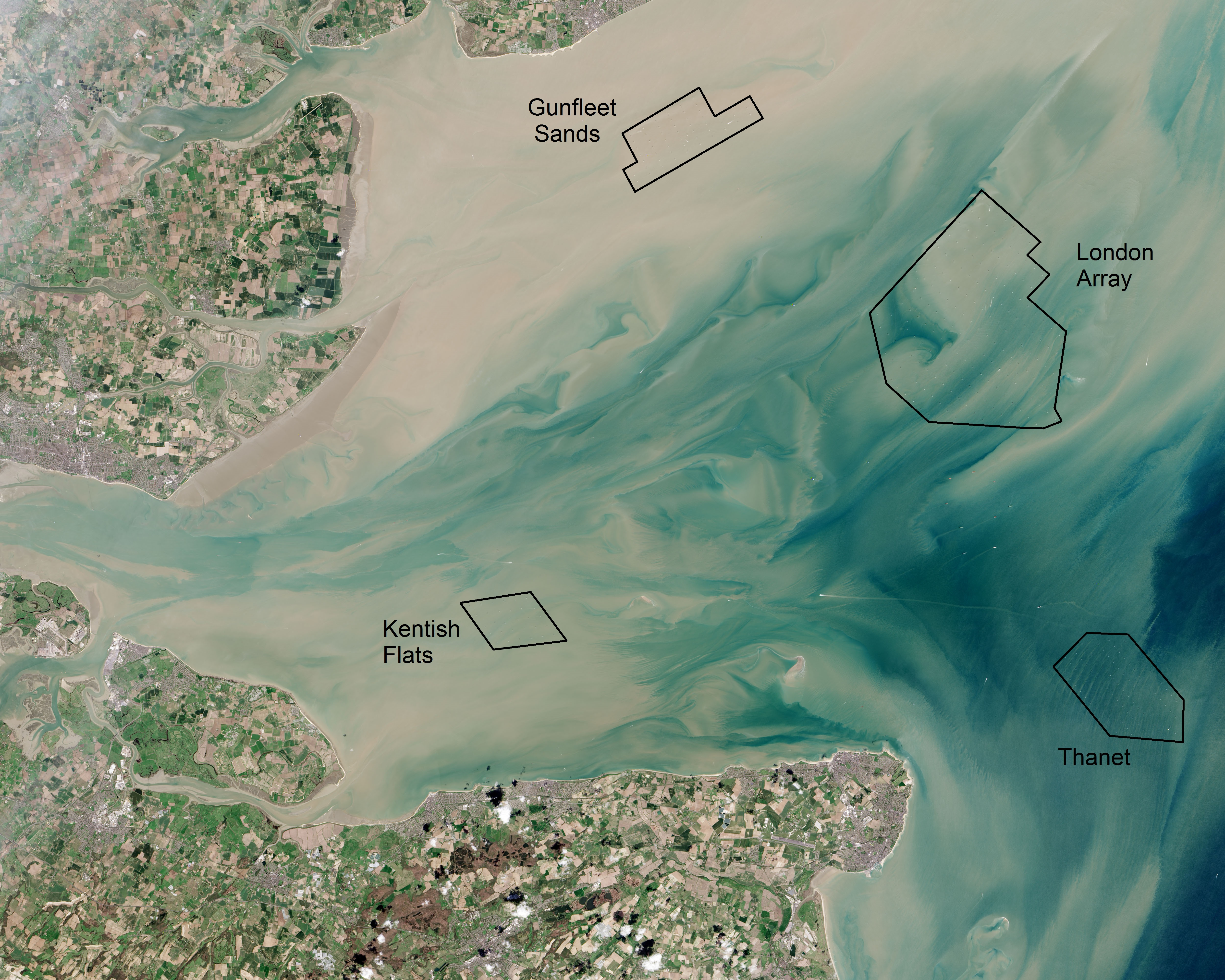
テムズ川河口域には、ケンティッシュ・フラット、ガンフリート・サンズ、サネット、ロンドン・アレイの4つの洋上風力発電所がある。ロンドン・アレイは、2013年4月から2018年9月まで世界最大規模だった。

ラウンド1から学んだ教訓として、特に洋上風力発電所の計画同意を得ることが難しいことや、CO2排出量を削減する圧力が高まっていることから、洋上風力産業の戦略的枠組みの開発を貿易産業省(DTI)が後押しするようになった。これが、リヴァプール湾、テムズ川河口、北海のグレーターウォッシュ、という大規模開発用の限定水域3か所を決めることとなった。視覚的影響を軽減すると共に海鳥の浅い餌場を避けるため、沖合8-13 kmの立入り禁止区域では開発させないようにした。

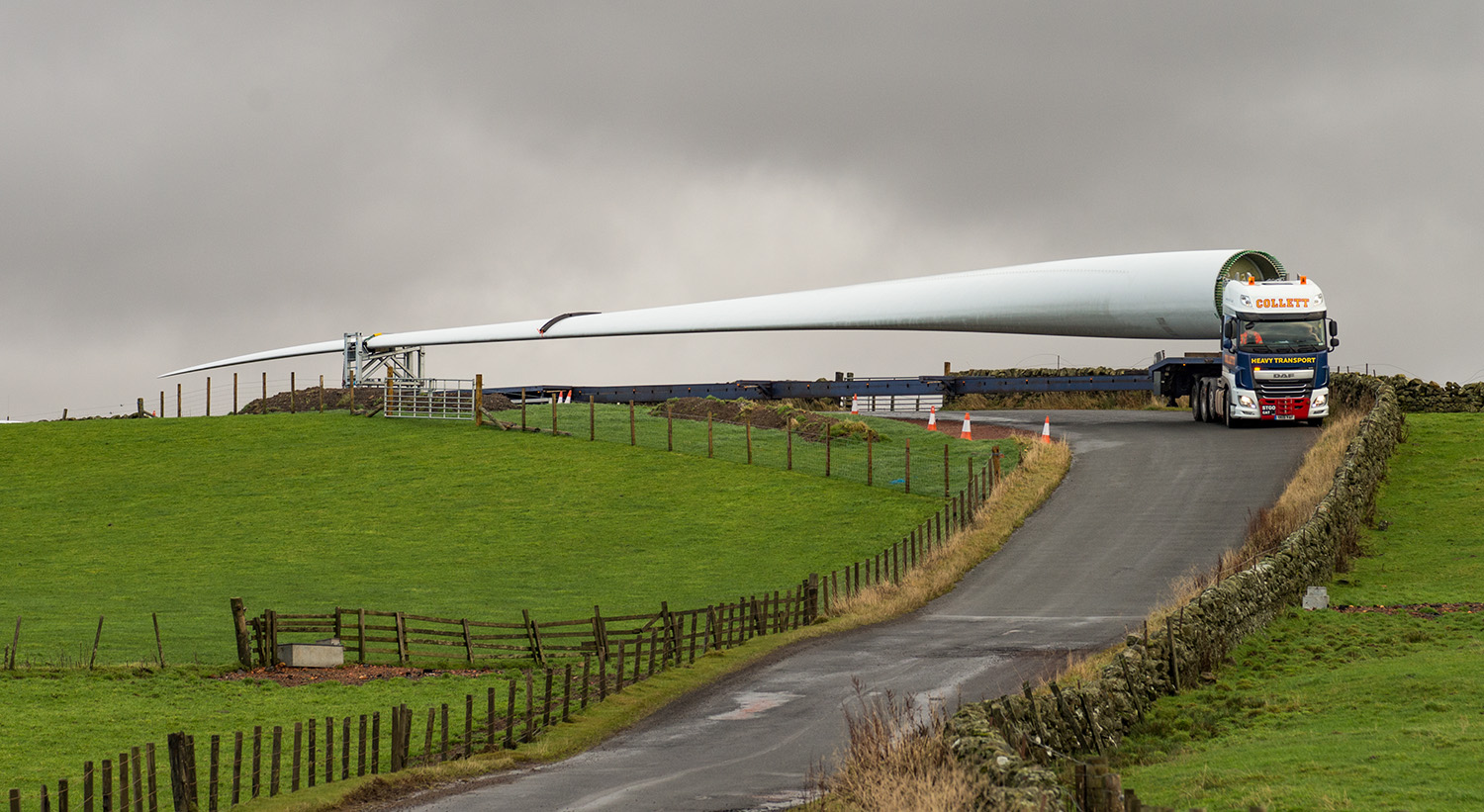
イギリス最長となる陸上タービン翼(58.7m)の納入。 ミュアホール風力発電所にて

この新区画は、ラウンド2として知られる競争入札で将来の開発者によって入札された。2003年12月に結果が発表され、合計で7.2GWの発電能力となる15のプロジェクトが許可された。 これらの中で最大規模が900MWのトリトン・ノール(en)である。前回同様、計画承認のためには申請と共に完全な環境影響評価(EIA)が必要とされた。
ラウンド2プロジェクトの最初の事業は、2010年4月に完成したガンフリート・サンズII(en)で、一時期世界最大の風力発電所だったロンドン・アレイを含む6つのプロジェクトが現在運用中である。他4か所のラウンド2地点は現在建設中である。

### ラウンド1・2の拡張
2010年5月、クラウンエステートは、ラウンド1とラウンド2の7地点を拡張して、洋上風力発電容量2GWを追加で作ることを承認した。各風力発電所の拡張には、環境影響評価と全諮問協議を含む完全な新計画の申請が必要となる。地点は次のとおり（右は開発事業者）。
- バーボバンクとウォルニー：DONG Energy UK
- ケンティッシュ・フラットとサネット：Vattenfall
- グレーター・ガバード：SSE RenewablesとRWE Npower Renewables
- レース・バンク: Centrica Renewable Energy
- ダジョン: Statoil and Statkraft

### ラウンド3
2007年12月に政府より発表された海上風力SEAに続いて、2008年6月にクラウンエステートがラウンド3の場所配分を開始した。ラウンド3は、前回のどれよりも遥かに大規模な想定がされており、ラウンド1と2は合計で8GWを配分した一方、今回はラウンド3だけで最大25GWを決定した。
クラウンエステートは9つの洋上区域を提案し、その中に個別の風力発電を多数設置する予定となっていた。競争入札を実行して開発コンソーシアムにリース権を授与した。同入札は2009年3月に締め切られ、企業およびコンソーシアムから40以上の申請と各ゾーンの複数入札が行われた。2010年1月8日に落札者が発表された。
区域の割り当てを終えたが、個々の計画申請はなおも開発者によって提出される必要がある。2012年までにこれらが完了する可能性はまずありえないため、ラウンド3最初のプロジェクトが2015年までに発電を開始する予定はない。

### スコットランド沖
ラウンド3のSEA対象範囲25GWに加えて、スコットランド政府とクラウンエステートは、スコットランド領海内の潜在的地点への入札も呼びかけた。当初、これらは実行可能には深すぎると考えられていたが、17社が入札を提出して、クラウンエステートは最初に6GW相当の地点について9社と独占契約を締結した。
2010年3月のスコットランド領海における洋上風力エネルギーに関するスコットランド政府の部門別海洋計画の公表に続いて 、6地点が詳細な同意を保証することを条件に承認され、 その後4地点にリース契約が付与された。

## 陸上風力発電

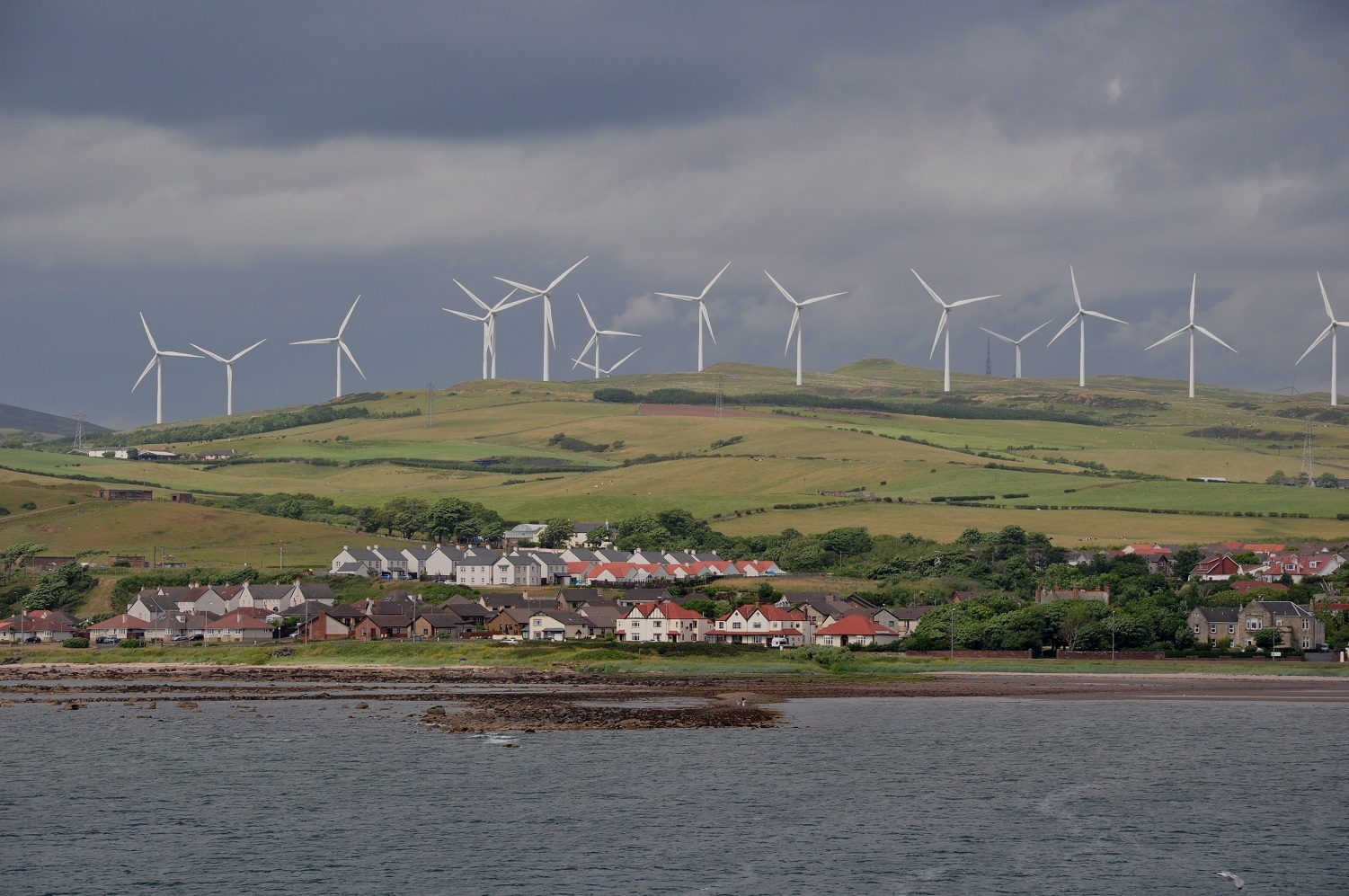
ノース・エアシャー (スコットランド)にあるアードロッサン風力発電所

イギリス最初の商用風力発電所は、1991年にコーンウォール州のデラボールに建設された。タービン10基で構成され、それぞれ最大400kWの発電能力がある。これに続き、1990年代初頭には小規模ながら着実な成長が見られ、毎年5か所ほどの発電所が稼働していった。 より大規模な風力発電所はウェールズの丘の上に建設される傾向があり、例としては、Rhyd-y-Groes、Llandinam、Bryn Titli、Carnoなどがある。北アイルランドおよびイングランドの丘や湿原にも小さな発電所が出現した。1995年末に、スコットランドで最初の商業用風力発電所がハグショー・ヒルで操業を開始した。 
1990年代後半には、同産業が成熟するにつれて持続的な成長が見られた。2000年に、1MWを超える電力を生みだせる最初のタービンが設置され、再生可能資源を使って一定量の電力を生む法的要件を満たすべくスコティッシュ電力やスコティッシュ&サザンなどの大規模電力会社がさらに関与するようになったことで、成長のペースが加速し始めた（再生可能エネルギー義務(RO)を参照）。風力タービンの開発は急速に進み、2000年代半ばまでに2MW +のタービンが標準となった。2007年に、ドイツの風力タービン製造会社エネルコンが最初の6MWモデルE-126を設置した。2009年に技術的な改訂が行われた後、名目上の容量は6MWから7 MWに変更され、2010年には7.5 MWに変更された。
より大きな農場とより高いマストに設置されたより大型でより効率的なタービンとで成長は続いた。スコットランドで人口のまばらな丘陵地や風の強い田舎は、開発業者に人気の地域になり、イギリス最初の100MW超の発電所は、2006年にサウス・エアシャーのハドヤード・ヒルで稼働した。
2006年には、3MWタービンが初めて使用された。2008年には、イングランド最大の陸上風力発電所となるスカウトムーア風力発電所(en)が完成し、スリーブ・ルシェン風力発電所(en)の再稼働により北アイルランドで最大の発電所が誕生した。2009年、スコットランドのイーグルシャム湿原にてイギリス最大のホワイトリー風力発電所(en)が稼働した。これはタービン215基で構成される539MWの風力発電所である。スコットランドの丘にはさらに100MW以上の風力発電所を建設することが承認されており、3.6MWのタービンを搭載する予定である。 
2013年9月時点で、イギリスには稼働中の陸上風力発電所が458ヵ所あり、合計で6,565MWの名目容量がある。さらに1,564MWの容量が現在建設中であり、別の4.8 GW案件では計画合意となっている。
2009年、イギリスの陸上風力発電所は7,564 GWhの電力を生成した。これは、イギリス国内の総発電量(378.5TWh)に対して2％の貢献にあたる
一般的に大規模な陸上風力発電所はナショナル・グリッド社と直接接続されているが、小規模の風力発電所は地域の配電網に接続されて「embedded generation（直訳:組み込んだ発電）」と呼ばれている。2009年には、風力発電容量のほぼ半分がこの組み込みタイプだったが、より大規模な風力発電所が建設されるに従い、これは今後数年で減少すると予想されている。
陸上風力発電所の計画許可を得るのは困難であり続けており、多くの案件がシステム設計に行き詰まっていて、却下率が高い。RenewableUKの数字は、計画の許可待ちとなっている約7,000MWの陸上案件があることを示している。平均で、風力発電所の計画申請には地方自治体の検討に2年かかり、承認率は40％である。これは、住宅、小売店、道路といった他の主だった申請と比べて非常に芳しくないもので、その70％は法定期限内の13-16週間で決定される。風力発電所ではその割合が僅か6％である。全ての風力発電計画申請のうち約半分にあたる4GW超の案件は、レーダーへの影響という理由のため空港および交通管制からの反対がある。2008年、NATS（英国の航空管制サービスを手掛ける大手企業）、BWEA（当時の英国風力エネルギー協会、現：RenewableUK）、国防省その他の政府部門は、異議を解決してより多くの技術研究資金を調達するための機関の設立を模索する覚書に署名した。
イギリスの風力発電所は、最大高さ125mという制限に適合しなければならないことが多い。ただし、大陸に設置された安価な風力タービンには高さ200mのものもある。

## 経済性

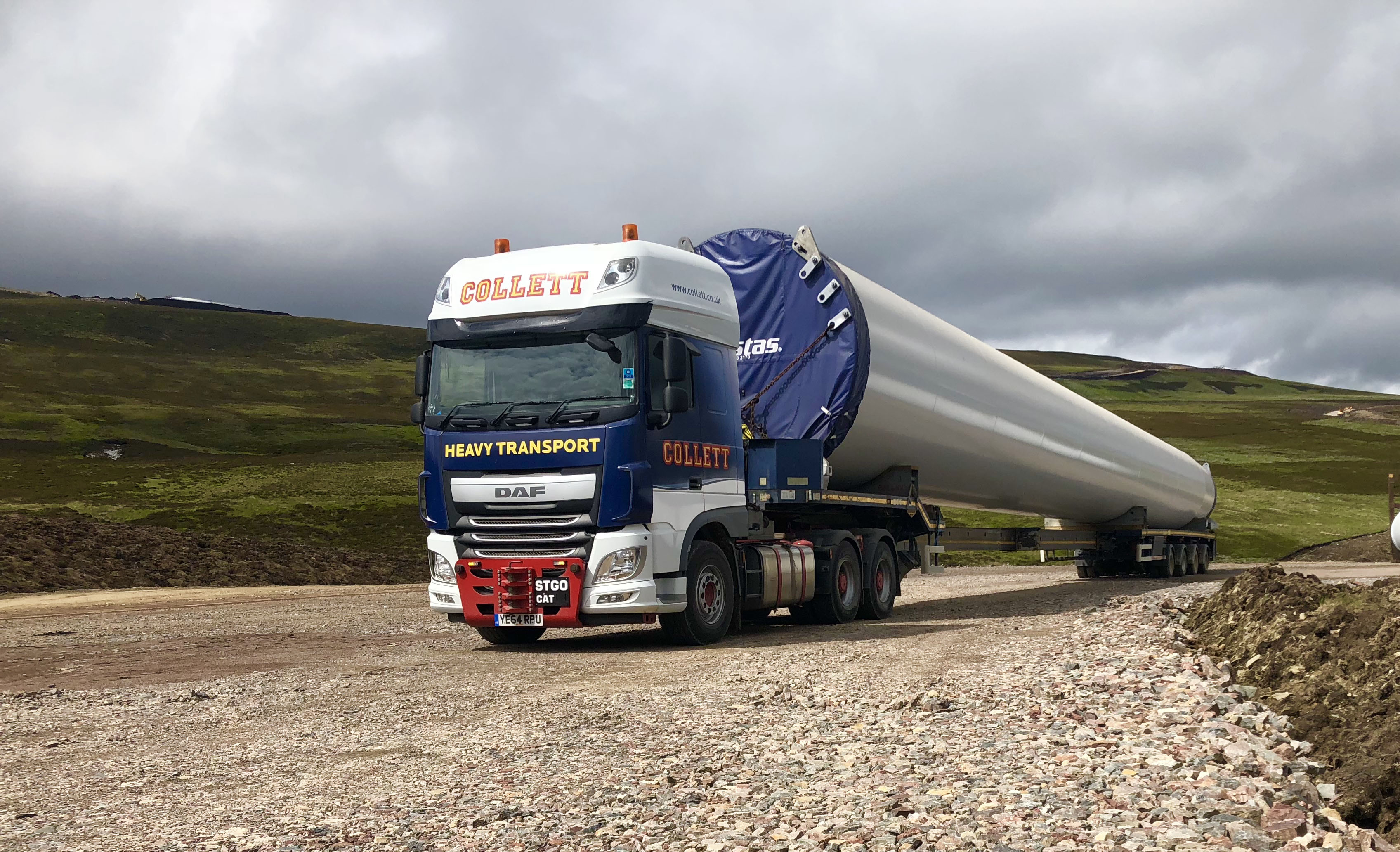
専用トレーラーがタービンの部材を風力発電所に配送しているところ。ドルネル風力発電所にて

再生可能エネルギー義務(RO)を通じて、イギリスの電力会社は売上の一部を風力発電などの再生可能エネルギー源から提供するかまたは違約金を支払うことが法律で現在義務付けられている。電力会社は購入したMWhの電力ごとに再生可能エネルギー義務証明書(ROC)を受け取る。2008年エネルギー法は、2009年4月から多様な技術に連携するROCを導入した。陸上風力はMWhあたり1ROCを受け取るが、2009年は再生可能エネルギー義務の連携評価に従って、発電コストの増加を反映した2ROCを現在受け取っている。風力エネルギーは、ROによって生み出される総収益の約40％を受け取っている。ROCはイギリスの風力発電に対する主要な支援形態であり、風力発電からの収益の半分以上を提供している。
王立工学アカデミーによる2004年の研究では、風力発電のコストが陸上設置でkWhあたり5.4ペンスそして洋上ではkWhあたり7.2ペンスだと判明し、比較してガスでは2.2p/kWh、原子力で2.3p/kWhであることが判明した。2011年までに、陸上風力の発電コスト8.3p/kWhは新型原子力の9.6p/kWhを下回ったが、洋上風力の発電コスト16.9p/kWhは主に建設費と財務コストの高騰のため初期予測よりも大幅に高いことが、工学コンサルタント会社Mott MacDonaldによる調査で広く知られることとなった。風力発電所は、その収入の半分以上を提供する再生可能義務証明書を通じて補助金によって利益を上げている。再生可能エネルギー義務の年間総費用は2009年に10億ポンドを超え、2020年までに50億ポンドに達してうち約40％が風力発電に費やされると予想されている。この費用はエンドユーザーの電気料金に追加されている。デビット・キング (化学者)は、これがイギリスのFuel Povertyレベルを増加させるする可能性があると警告している。
50kW未満の小型風力システムは以前2ROCを受け取っていたが、現在は固定価格買い取り制度下での援助対象となっている。
イギリスの風力エネルギー協会の報告書では、陸上風力発電の平均発電コスト（2005年）はkWhあたり約3.2ペンス（当時の為替レートで約64円）だとされた。天然ガスとの同様の比較結果は、2011年にイギリス政府の研究で得られた。風力エネルギーの存在は、助成金が支払われてはいるものの、限界価格を下げたり、料金の高くつくピーク需要時だけ稼働する発電所(en)の使用を最小限に抑えることによって、消費者のコスト（ドイツでは50億ユーロ/年）を削減することが可能だとされている。
2015年6月18日、政府は新しい陸上風力発電プロジェクトに対する再生可能エネルギー義務を（期限を1年前倒しして）2016年4月1日に終了すると発表した。 洋上風力に対する支援は、政府の差額決済契約体制に移行した。
2017年現在、風力発電所の建設費は補助金なしでも天然ガス発電のコストと競合するようになった。 風力は新型原子力よりも安価である。

## 変動性と関連問題
| 季節 | 日中 | 夜間 | 昼夜 |
| ---- | ---- | ---- | ---- |
| 冬   | 44%  | 36%  | 38%  |
| 夏   | 31%  | 13%  | 20%  |

風力発電は変動的な資源であり、ある発電所においてある時点で生みだされる電力量は、（他の要因の中でも）風速、空気密度、およびタービン特性に依存する。 風速が低すぎる（約2.5m/s未満）場合だと風力タービンは電力を供給できず、風速が高すぎる（約25m/s超）場合では損傷を避けるためタービンを稼働停止する必要がある。この場合、他の電力資源が需要を満たす能力を持っていなければならない。2009年に公表されたイギリスの風の変動性に関する3件の報告書は、風の変動性が送電網を制御不能にさせることはなく、若干の追加費用を定量化させることに概ね同意している。イギリスにおける最大20％の風力発電市場普及に関する調査は、費用が3-5ポンド/MWhだと示している。イギリスでは夏よりも冬のほうが電力需要が高く、それは風速も同じである。
単一タービンからの出力は、局所的な風速の変化に応じて大幅かつ急速に変化する可能性があるが、より大量のタービンがより広大なエリアに接続されると、平均出力はさほど変化しない。グラハム・シンデンによる研究では、実際のところ、数千の風力タービンの変動が幾つかの異なる場所や風況に広がって、途切れ途切れにはならず滑らかになることが指摘されている。場所間の距離が長くなると、各地点で測定された風速の相関関係は減る。
スコットランド政府の広報担当者は、再生可能エネルギーによって生じた電力がスコットランドの電力使用量の27％を占めると述べている。 2011年4月5-6日の夜、スコットランドの風は強く、激しい雨が降っていたため、通常よりも多くの水力発電が生じた。送電網が過負荷になってイングランドへの電力送達が妨げられ、結果的に風力発電が停止した。
その結果として風力発電事業者は、生みだせたであろう電力の20倍と推定される「系統制約解消費(constraint payments)」で知られる補償金（合計約900,000ポンド）をナショナル・グリッドによって支払わされた。エネルギー・気候変動省(DECC)の報道官は、この出来事を異常であると説明し、より大きなエネルギー貯蔵容量とより良い電力配分インフラの必要性が示されたと述べた。風力エネルギー供給業者への「系統制約解消費」の支払いは、風力発電の使用およびその実施に対する批判の原因の1つとなっている。 2011年には、潜在的な発電損失量の10倍に相当する約1,000万ポンドの系統制約解消費が受け取られるだろうと推算された。
供給が変動する性質のため、風力エネルギーの大規模な使用をサポートするために必要とされる予備またはバックアップの必要量に関して、いくつかの論争がある。 2008年の貴族院経済問題委員会への提出で、E.ON UKは最大80-90％のバックアップが必要であると主張した。他の研究では、設置された間欠的容量の15％から22％という必要条件が与えられている。配電網のバランスを取る責任があるナショナルグリッドが2009年6月に報告したことでは、配電網は多くをバックアップに費やすことなく風力エネルギーのオンオフに対処することができるが、それはいわゆる「スマートグリッド」を使用したり、エネルギー貯蔵技術を開発したり、他のヨーロッパとの相互接続を増強したりしてピーク時の電力を分散することによってのみ可能だとした。
2011年6月、セントリカを含むエネルギー企業数社は、風力発電のバックアップ発電として機能するために、2020年までに100億ポンドの費用をかけて17ヵ所のガス火力発電所が必要になると政府に伝えた。しかし、それらは多くの時間が待機状態になるため、投資を経済的にするために、すでに風力に支払われている補助金に加えて「容量支払制度」が必要となる模様である。 2015と2016年に、ナショナルグリッドは10基の石炭火力発電所およびガス火力発電所と契約し、全ての発電モードで予備容量を維持した。その費用は1億2,200万ポンドで、これは平均電気料金の0.3％に相当する。

## 世論
ヨーロッパや多くの諸国における世論調査は、風力発電に対して強い一般的支持を示しており、EU市民の約80％が風力発電を支持している。
スコットランドにある既存の風力発電所10ヵ所の周辺で暮らす住民に対する2003年の調査では、風力発電に最も近い地域に住む人々から多くの支持があり、コミュニティへの高いレベルでの受け入れと風力発電への強い支持が判明した。この調査結果は、スコットランドの世間一般は自分たちの電力の大部分が再生可能エネルギー由来であることを好み、風力発電を再生可能エネルギーの最もクリーンな供給源と評価しているという、以前のスコットランド・エグゼクティブ調査「スコットランドの環境に対する世論2002」の結果を支持するものとなった。2005年実施の調査では、スコットランドの人々の74％が、現在および将来のエネルギー需要を満たすために風力発電所が必要であることに同意していることが示された。 2010年に実施されたスコットランドの再生可能エネルギー研究で人々が同じ質問をされた時は、78％が同意した。 2010年には2005年に比べて風力発電所が2倍あったため、この増加は重要である。
2010年調査では、風力発電所が「醜悪で景観上の汚点」であるという52％の反対意見も示された。風力発電所は必要でそれらの外観は重要ではない、との意見には59％が同意した。スコットランドは、2020年までに再生可能エネルギーから電力の100％を得るための計画を実施中である。
イギリスの2015年調査では、陸上風力発電所に対する支持率は68％、反対は10％であった。

## 政治
イギリスでは、与党の保守政権がこれ以上の陸上風力タービンに反対しており、2016年4月から新規の陸上風力タービンへの補助金を中止した。デーヴィッド・キャメロン元首相は「陸上風力発電所の拡大を止める」と述べ、世論調査で反対が示されたにもかかわらず「人々は陸上風力発電にうんざりしている」と以前は主張していた。慈善団体10:10のレオ・マレーは「保守党がイギリスの最も安価な新エネルギー源を事実上禁止しているのはますます不合理に見える」と語った。英国の保守政府は陸上風力発電に反対していたため、2016年4月から陸上風力タービンに対する既存の補助金を1年前倒しで中止しようと試みたが、貴族院がこれらの変更を却下した。
風力発電業界が主張するには、陸上風力は最も安価な電力技術の1つであるためこの政策は消費者の電力価格を引き上げる（政府はこれに異議を唱えているが）との事である。そして2,500基のタービンは現在建設されることはないと推定されている。2030年までに25GWの陸上風力発電が必要になるかもしれないと気候変動委員会が主張していて、国が今後その再生可能義務を果たすか否かについては疑問が提起されている。

## 記録
2014年12月は、イギリスの風力発電にとって記録破りの月となった。1か月で合計3.90TWhの電力が生み出され、イギリスの電力需要の13.9％を供給したのである。2014年10月19日、風力はその日のイギリスの電気エネルギーの20％弱を供給した。加えて、原子炉16基のうち8基が保守または修理のため非稼働になった結果、風力はその日の原子力よりも多くのエネルギーを生成した。2013年12月16日から始まる週に、風力は記録的な783,886MWhを生成し、その週にイギリスの総電力需要の13％を供給した。そして12月21日には、1日あたりの電力量が記録的な132,812MWh生み出され、同日における国内総電力需要の17％を占めた。
2018年1月、従量制風力発電は10GWを超えるピークに達し、イギリスの総電力供給量の最大42％に貢献した。3月には最大風力発電量が14GWに達して、これは国内電力の37％近くが、容量70％超で稼働する風力発電によって生成されたことを意味する。2019年1月8日、最大風力発電は15.3GWに達した。2019年8月9日午前5時頃、風力発電は電力供給の51.48％を生みだし、風力発電によってイギリスの電力の半分以上が生産された初の時間帯となった。

## 製造業
2014年、シーメンスはイギリスの風力発電の急速拡大に伴い、イングランドのキングストン・アポン・ハルに洋上風力タービンの施設を建設する計画を発表した。新工場は2016年にタービン用ローターブレード（動翼）の生産を開始する予定で、2019年までにブレードが大量出荷された。付近のグリーン・ポート・ハルにある工場および関連サービスセンターでは、約1,000人の従業員を雇用している。
この施設は英国市場にサービスを提供するもので、政府統計によると、主要な電力生産者が風力から生成する電力は2013年に約38％増加し、総電力の約6％に相当する。当時は、2020年までにイギリスの風力発電容量を14GWまで増やし続ける計画があった。事実、2015年後半にその数字を上回った。
2014年10月16日、TAGエナジーソリューションズは、イーストヨークシャーのハンバー川河口での鋼鉄基礎16基の注文に続いてその後の作業を確保できず、ビリンガム近郊のハヴァートン・ヒル建設基地の作業員70-100名を解雇して、同基地の操業停止および半閉鎖を発表した。
2016年6月、グローバル・エナジー・グループはシーメンスと連携してベアトリス風力発電所(en)のタービンを製造および組立てる契約を締結したことを発表した。将来的に優れたセンターになることを期待して、グリーンエネルギー事業のために以前の洋上作業員の再訓練を支援する技術専門学校を開設している。

## 特定地域

### スコットランドにおける風力発電

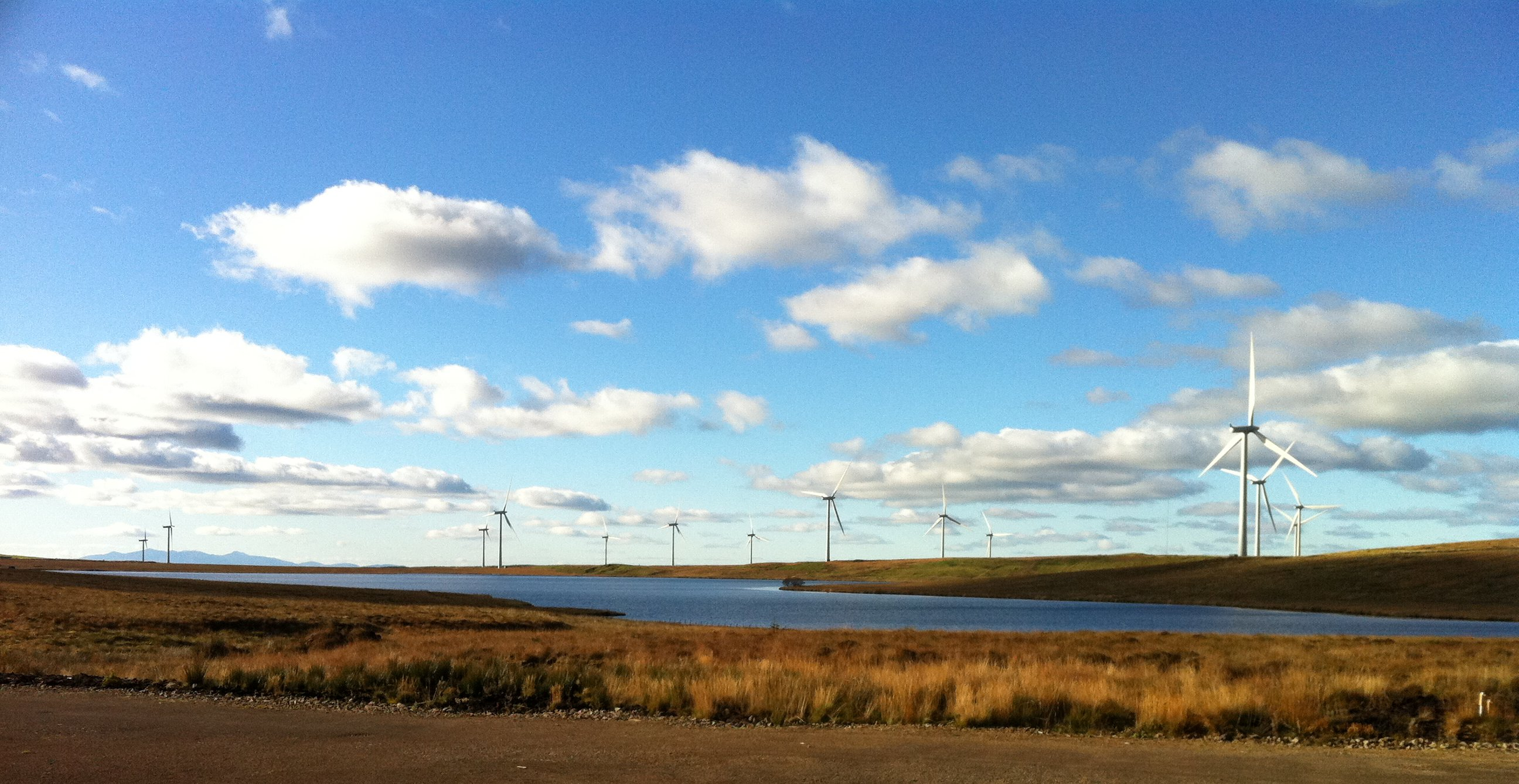
アラン島にあるホワイトリー風力発電所(en)

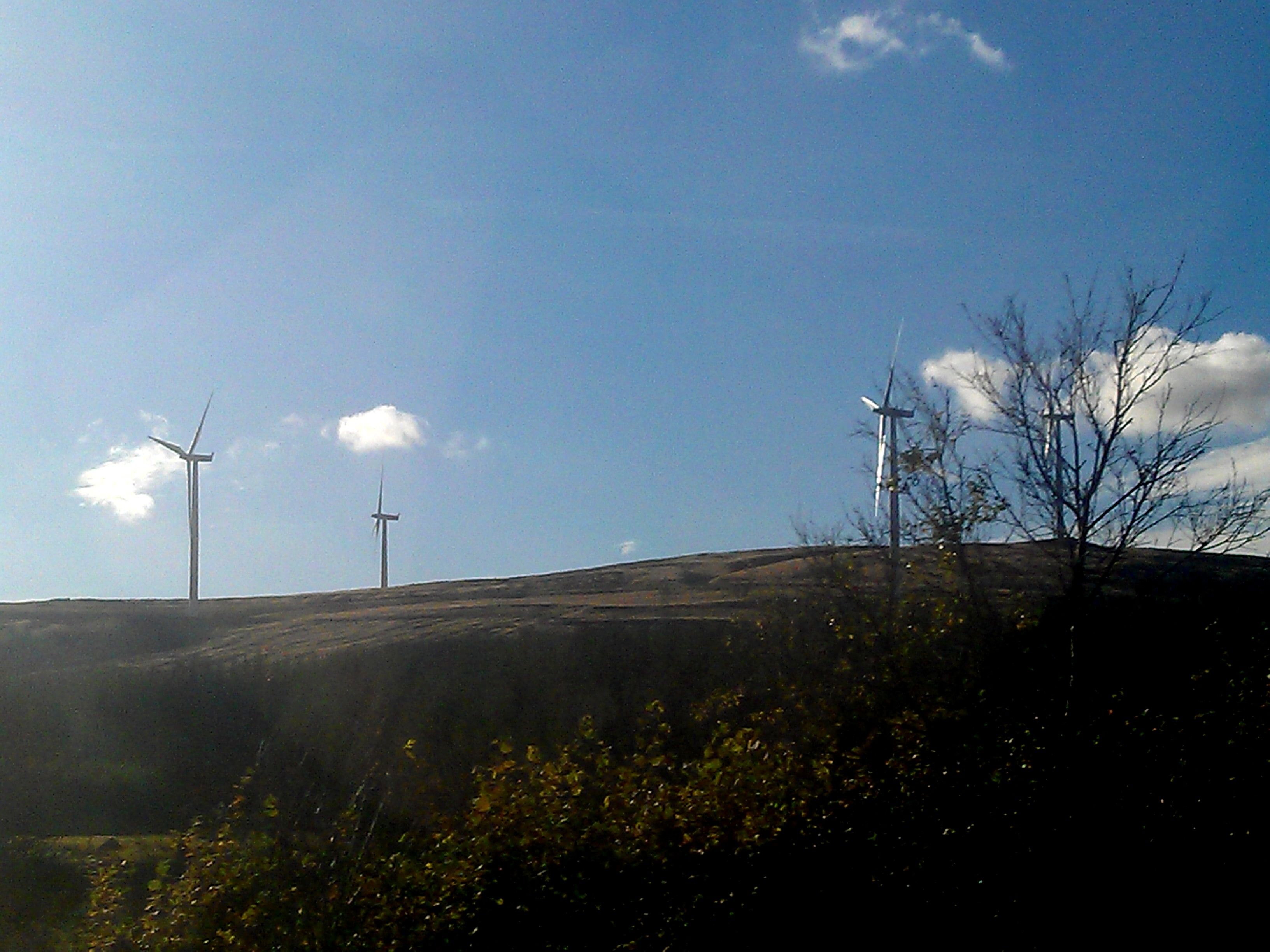
クライド風力発電所(en)

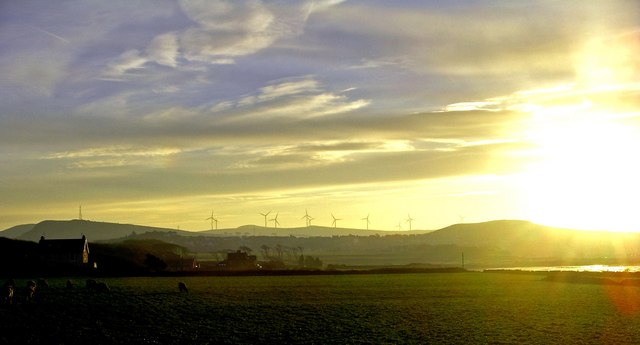
日の出直後のアードロッサン風力発電所(en)

風力は、スコットランドで最も急速に成長している再生可能エネルギー技術で、2015年3月時点で5328MWの設備容量を備えている。陸上風力5131MWおよび洋上風力197MWがある。
イースト・レンフルーシャーのイーグルシャム近郊にあるホワイトリー風力発電所(en)は、シーメンス製とアルストム製の風力タービン215基を備える総容量539MWというイギリス最大の陸上風力発電所である。サウス・ラナークシャーのアビントン近郊にあるクライド風力発電所(en)は、タービン152基と総設備容量350MWを備えたイギリスで2番目に大きい陸上風力発電所である。スコットランドには他にも多くの大規模な陸上風力発電所があり、コミュニティ所有のものも含めて様々な開発段階にある。
ソルウェー湾にあるロビンリッグ風力発電所(en)は、スコットランド唯一の商業規模で運用可能な洋上風力発電所である。2010年に完成したこの発電所はベスタス製タービン60基からなり総設置容量は180MWである。スコットランドは2基の洋上風力実証プロジェクトの拠点でもある。
マレー湾に設置された10MWタービン2基のベアトリス実証プロジェクトは、2017年に開始するタービン84基で588MWのベアトリス風力発電所(en)およびフォース湾にある7MW単独タービンのファイフ・エナジーパーク洋上実証風力発電の建設につながった。他にも計画段階で幾つかの商業規模および実証プロジェクトがある。
タービンの設置場所はしばしば問題になるが、複数の調査はスコットランドにおける風力発電に対する地域コミュニティの高い受け入れを示している。高い平均風速を考慮すると、特に洋上でさらなる拡張の可能性があり、多くの大規模な洋上風力発電所が計画されている。
スコットランド政府は、2015年までにスコットランドの電気の50％を再生可能エネルギーから、そして2020年までには100％を再生可能エネルギーから生成すること（2010年9月に50％から引き上げられた）を目標としている。この大部分は風力発電からになる可能性が高い。
2017年7月に、ピーターヘッドでHywindとして知られる実験的な浮体式風力発電所の設置作業が開始された。この風力発電所は、20,000世帯に電力を供給することが期待されている。スタトイル製のフローティングタービンは、水深1kmまで水中に配置可能である。